# Antártida
Antártida je španělské filmové drama režiséra Manuela Huergy natočený podle scénáře Francisca Casavella v roce 1995. Autorem hudby k filmu je John Cale, který si zde rovněž zahrál menší roli. Hlavní postavou ve filmu je bývalá zpěvačka María.

## Obsazení
| Ariadna Gil           | María          |
| Carlos Fuentes        | Rafa           |
| Francis Lorenzo       | inspektor      |
| Cristina Hoyosová     | majitelka baru |
| John Cale             | Cale           |
| Ángel de Andrés López | Matón          |
| Juana Ginzo           | babička        |
| José Manuel Lorenzo   | Velasco        |